# Asesinato de Yasuko Watanabe
Yasuko Watanabe (Tokio, 7 de junio de 1957 - Harajuku, Tokio; 9 de marzo de 1997) era una mujer japonesa de 39 años, economista en Tokyo Electric Power Company (Tepco) que se pluriempleaba como prostituta en las calles por la noche. Fue víctima de asesinato por estrangulamiento y violación por un agresor desconocido en Harajuku, barrio de Shibuya, en Tokio, el 9 de marzo de 1997, y tras ser denunciada su desaparición de casa por su madre, con quien vivía, su cadáver fue descubierto el 19 de marzo en un apartamento vacío del barrio de Maruyamachō, en Shibuya, donde ejercía su actividad nocturna. Durante la investigación se descubrió que había llevado un diario detallado de sus numerosos clientes, con fechas, horas y honorarios.

## Investigación

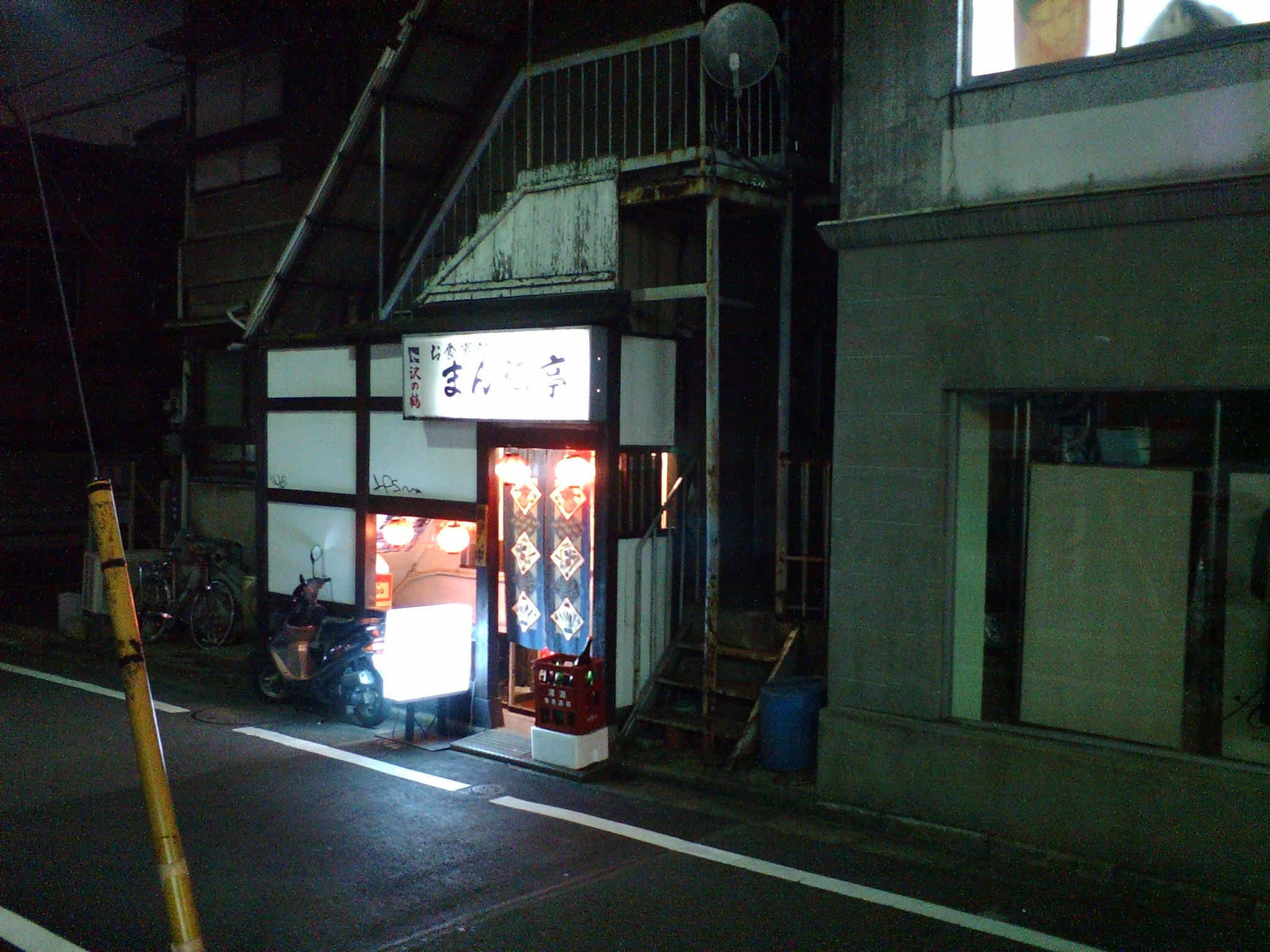
El apartamento que se convirtió en la escena del incidente.

Govinda Prasad Mainali, uno de los varios compañeros de piso nepaleses que compartían vivienda en el edificio contiguo, pronto se convirtió en objetivo de las autoridades japonesas como principal sospechoso. Aunque fue absuelto en el primer juicio por falta de pruebas concluyentes, posteriormente fue condenado en apelación por el Tribunal Superior de Tokio y sentenciado a prisión indefinida el 22 de diciembre de 2000.
Mainali pasó quince años en prisión, hasta que aparecieron pruebas de ADN exculpatorias que vinculaban a un tercer hombre no identificado que tuvo contacto sexual y violento con la víctima en las horas inmediatamente anteriores a su muerte. Mainali fue puesto en libertad en junio de 2012 y deportado a su país de origen, a la espera de un nuevo juicio.
Más que el caso de asesinato en sí, el estilo de vida de la víctima se convirtió en noticia sensacionalista, como la caída de una arribista de élite de familia acomodada. Watanabe era licenciada en Económicas por la prestigiosa Universidad de Keiō y ganaba casi 100 000 dólares con su trabajo habitual en la gran empresa de servicios públicos. Su padre, licenciado por la Universidad de Tokio, también trabajó para Tepco como ingeniero, hasta que falleció mientras ella asistía a la universidad.
En junio de 2012, el Tribunal Superior de Tokio ordenó que se repitiera el juicio ante las nuevas pruebas aparecidas el año anterior. Los hisopos de semen recuperados del interior del cuerpo de la víctima, que según la acusación eran una muestra demasiado pequeña para analizarla con las tecnologías existentes en ese momento, se sometieron finalmente a pruebas de ADN en julio de 2011, y descartaron a Mainali como su fuente. El ADN del semen coincidió con un trozo de vello púbico de la escena del crimen que ya se había establecido que era de una persona distinta de Mainali. El ADN también coincidió con la mancha de sangre del abrigo Burberry que llevaba la víctima y con la saliva encontrada en su pecho.
Ya se sabía que la saliva de su pecho era de sangre del tipo O (Mainali es del tipo B), y la fiscalía sabía que no coincidía con la de Mainali, pero no presentó las pruebas en el juicio y las ocultó a los abogados defensores hasta septiembre de 2011. Japón no tiene un equivalente de las normas Brady de divulgación como en los Estados Unidos, lo que habría hecho que el hecho de no revelar pruebas destacadas a la defensa fuera censurable como mala conducta del fiscal. En 2005, la Fiscalía Suprema revisó su Código de Procedimiento Penal, exigiendo a los fiscales que presentaran una lista de las pruebas reunidas. Sin embargo, el código revisado no prevé sanciones por infracción, por lo que ofrece escasa disuasión a los fiscales que decidan ocultar pruebas.
Mainali fue puesto en libertad poco después de que se le concediera un nuevo juicio, pero las autoridades de inmigración japonesas lo deportaron rápidamente a Nepal por su anterior violación del visado. En noviembre de 2012, fue absuelto formalmente del delito.
En 2013, Mainali recibió 68 millones de yenes como indemnización por su encarcelamiento injusto durante quince años.

## En la cultura popular
El escritor Shinichi Sano escribió un bestseller, Tokyo Electric Power Co. Office Lady Murder Case, publicado en el año 2000 a raíz de este caso. Un segmento apreciable de mujeres en el lugar de trabajo en Japón se identifica evidentemente con el impulso de la víctima de "vender su cuerpo" como reacción a circunstancias difíciles en su vida personal, apodado "síndrome de Yasuko".